# Дуб черешчатий (подвійний)
Дуб черешчатий (подвійний) — ботанічна пам'ятка природи місцевого значення. Об'єкт розташований на території Голопристанського району Херсонської області, квартал 5 виділ 8 Рибальчанського лісництво ДП «Збур'ївське ЛМГ», з правої сторони шляху Виноградне-Геройське, 450 м на захід від мисливської бази.
Площа — 0 га, статус отриманий у 1983 році.